# Xestus
Xestus é um género de coleópteros da família Erotylidae.